# Charles Stein
Charles M. Stein (22 de março de 1920 – 24 de novembro de 2016) foi um matemático estadunidense. Foi professor emérito de estatística da Universidade Stanford.
Obteve um Ph.D. em 1953 na Universidade Columbia, orientado por Abraham Wald. Conhecido pelo paradoxo de Stein em teoria da decisão, que mostra que estimativas ordinárias de mínimos quadráticos podem ser uniformemente aprimoradas quando diversos parâmetros são estimados. Também conhecido pelo método de Stein, uma forma de provar teoremas como o teorema do limite central. Foi membro da Academia Nacional de Ciências dos Estados Unidos.

## Obras
- Approximate Computation of Expectations, Institute of Mathematical Statistics, Hayward, CA, 1986.

## Entrevistas
- Morris H. DeGroot: A Conversation with Charles Stein, Statistical Science, Vol. 1, No. 4 (Nov., 1986), pp. 454–462
- Charles Stein: The Invariant, the Direct and the "Pretentious"